# Burgos Monumental/Saison 2008
Dieser Artikel führt die Mannschaft des spanischen Radsportteams Burgos Monumental in der Saison 2008 und ihre Erfolge.

## Erfolge

### Erfolge in der UCI America Tour
In der Saison 2008 gelangen dem Team nachstehende Erfolge in der UCI America Tour.
| Datum         | Rennen                  | Sieger          |
| 14. September | 2. Etappe Vuelta Mexico | Joaquín Sobrino |

### Erfolge in der UCI Europe Tour
In der Saison 2008 gelangen dem Team nachstehende Erfolge in der UCI Europe Tour.
| Datum     | Rennen                      | Sieger          |
| 27. April | 3. Etappe Vuelta a La Rioja | Sergio Pardilla |
| 28. Mai   | 2. Etappe Vuelta a Navarra  | Joaquín Sobrino |

## Mannschaft

### Zugänge – Abgänge
| Zugänge                 | Team 2007 | Abgänge           | Team 2008            |
| ----------------------- | --------- | ----------------- | -------------------- |
| Joaquín Sobrino         | Relax-GAM | José Herrada      | Grupo Nicolas Mateos |
| Andres Avelino          | Neoprofi  | Alberto Rodríguez | Grupo Nicolas Mateos |
| David Francisco         | Neoprofi  | Jaume Rovira      | Extremadura-Spiuk    |
| Pedro Gutierrez Alvarez | Neoprofi  | Carlos Torrent    | Extremadura-Spiuk    |
| Javier Iriarte          | Neoprofi  | Antonio Cosme     | Madeinox-Boavista    |
| Óscar Pujol             | Neoprofi  | Bruno Lima        | Madeinox-Boavista    |
| Raul Santamarta         | Neoprofi  | Juan José Abril   | Karriereende         |
| José Vicente Toribio    | Neoprofi  | Víctor Gomes      | Karriereende         |
|                         |           | Jesús Tendero     | Karriereende         |
|                         |           | Iván Gilmartín    | Unbekannt            |
|                         |           | David Martin      | Unbekannt            |

### Kader
| Name                    | Geburtstag         | Nationalität |
| ----------------------- | ------------------ | ------------ |
| Luis Roberto Álvarez    | 1. April 1982      | Spanien      |
| Andres Avelino          | 12. November 1986  | Spanien      |
| David Francisco         | 8. Mai 1986        | Spanien      |
| Diego Gallego           | 9. Juni 1982       | Spanien      |
| Pedro Gutierrez Alvarez | 30. September 1986 | Spanien      |
| Javier Iriarte          | 11. November 1986  | Spanien      |
| Enrique Mata Cabello    | 15. Juni 1985      | Spanien      |
| Martin Mata Cabello     | 1. Februar 1984    | Spanien      |
| Sergio Pardilla         | 16. Januar 1984    | Spanien      |
| Óscar Pujol             | 16. Oktober 1983   | Spanien      |
| Raul Santamarta         | 12. Oktober 1985   | Spanien      |
| Joaquín Sobrino         | 29. Juni 1982      | Spanien      |
| José Vicente Toribio    | 22. Dezember 1985  | Spanien      |